# Писик, Марк
Марк Александер Тэрренс Писик (англ. Mark Pysyk; род. 11 января 1992, Эдмонтон) — канадский хоккеист, защитник клуба «Детройт Ред Уингз».

## Карьера

### Клубная
Начал карьеру на юниорском уровне, выступая за команду «Страткона Уорриорз»; по итогам сезона 2006/07 вошёл в число лауреатов на премию «Лучший защитник лиги». Затем он продолжил карьеру в «Эдмонтон Ойл Кингз»; по итогам сезона 2008/09 он получил две награды «Новичок года» и «Защитник года».
На драфте НХЛ 2010 года был выбран в 1-м раунде под общим 23-м номером клубом «Баффало Сейбрз». После выбора на драфте вернулся в состав «Эдмонтон Ойл Кингз», где он был назначен капитаном команды.
В сезоне 2012/13 Писик играл за фарм-клуб «Баффало» «Рочестер Американс»; 17 марта 2013 года дебютировал в НХЛ в матче с «Вашингтон Кэпиталз», который закончился победой «столичных» со счётом 5:3. После трёх сезонов в составе «Баффало», 25 июня 2016 года был обменян во «Флориду» на Дмитрия Куликова.
3 февраля 2020 года оформил свой первый хет-трик, принеся «пантерам» победу в матче с «Торонто Мейпл Лифс» со счётом 5:3.
Став свободным агентом, 11 октября 2020 года Писик подписал однолетний контракт с клубом «Даллас Старз».
Отыграв сезон в «Далласе», вернулся в «Баффало» с которым 28 июля 2021 года подписал однолетний контракт.
По окончании сезона, став свободным агентом перешёл в «Детройт Ред Уингз» с которым заключил однолетний контракт.
2 декабря 2023 года подписал двухсторонний контракт на один год с клубом «Калгари Флеймз», но в НХЛ не играл, а был отправлен в фарм-клуб «Калгари Рэнглерс»

### Международная
Играл за молодёжную сборную на домашнем МЧМ-2012. На турнире канадцы завоевали бронзовые медали.